# Militärhilfe
Als Militärhilfe werden finanzielle Zuwendungen sowie Ausbildungs- und Ausrüstungsunterstützung in Form von Transferleistungen an andere Staaten bezeichnet. Nicht selten werden ausrangierte militärische Güter an Streitkräfte eines befreundeten und/oder verbündeten Staates verschenkt oder zu einem geringen Preis verkauft. 
Träger der Militärhilfe sind heute in der Regel die reicheren Staaten des Westens, teilweise auch regionale Führungsmächte; während des Kalten Krieges waren es vorrangig die damaligen Supermächte und deren jeweilige wichtigste Verbündete. Die Empfänger sind meist Entwicklungs- und Schwellenstaaten, die nur so bestimmte Rüstungsvorhaben zu bezahlen oder zu finanzieren imstande sind. Militärhilfe ist häufig mit der Entsendung von Militärberatern gekoppelt.
Einer der meistgebenden Staaten von Militärhilfe sind nach wie vor die Vereinigten Staaten. Nach dem Ende des Kalten Krieges fuhren auch diese ihre Militärhilfen stark zurück; die verbleibenden Mittel wurden vor allem in Lateinamerika an die Beteiligung an den US-Drogenbekämpfungsmaßnahmen (War against Drugs) gekoppelt.
Nach dem Terroranschlag auf das World Trade Center am 11. September 2001 wurde die US-Militärhilfe mehr und mehr an die Beteiligung am Krieg gegen den Terrorismus gebunden, seit den Vorbereitungen zum Dritten Golfkrieg auch an die Beteiligung in der sogenannten Koalition der Willigen.
Auch die Bundesrepublik Deutschland gibt Militärhilfe (u. a. Rüstungs-Lieferungen und Ausbildungsmöglichkeiten; z. B. Pionier- oder Fallschirmspringerlehrgänge), wobei sich hier das Gewicht zur Polizeihilfe verschoben hat.
Ehemalige Kolonialmächte sind traditionell in ihren ehemaligen Kolonien politisch aktiver als andere; oft auch dergestalt, dass sie deren Streitkräften Hilfen gewähren.